# Saphobius arrowi
Saphobius arrowi är en skalbaggsart som beskrevs av Renaud Maurice Adrien Paulian 1935. Saphobius arrowi ingår i släktet Saphobius och familjen bladhorningar. Inga underarter finns listade i Catalogue of Life.